# Suberites prototypus
Suberites prototypus är en svampdjursart som beskrevs av Voldemar Czerniavsky 1880. Suberites prototypus ingår i släktet Suberites och familjen Suberitidae. Inga underarter finns listade i Catalogue of Life.